# Krystyna Radziwiłłówna
Krystyna z Radziwiłłów Zamoyska (ur. 11 sierpnia 1560 w Ławaryszkach, zm. 28 lutego 1580 w Warszawie) – litewska i polska księżniczka, córka marszałka wielkiego litewskiego Mikołaja Radziwiłła Czarnego i Elżbiety Szydłowieckiej.

## Życiorys
29 grudnia 1577 została żoną podkanclerzego koronnego Jana Zamoyskiego, który ubiegał się o jej rękę od 1574. 12 stycznia 1578 na weselu Jana Zamoyskiego i Krystyny Radziwiłłówny odbyła się premierowa inscenizacja dramatu politycznego Odprawa posłów greckich Jana Kochanowskiego w obecności królowej Anny Jagiellonki i króla Stefana Batorego. Małżeństwo Krystyny z Zamoyskim miało charakter polityczny i przyniosło Janowi wpływy polityczne na Litwie. W 1579 pod wpływem namów męża i jezuitów Krystyna porzuciła wyznawany przez swoją rodzinę kalwinizm i przyjęła katolicyzm.
W 1579, w czasie wojny polsko-rosyjskiej (1577–1582), Jan Zamoyski pisał do żony listy miłosne, które powstawały w różnych miejscach postoju wojsk polskich; zostały one opublikowane w Archiwum Jana Zamoyskiego, kanclerza i hetmana wielkiego koronnego, t. 1, 1553–1579 (Warszawa 1904). Na początku 1580 urodziła córkę Halszkę, która zmarła w niemowlęctwie. Wkrótce po urodzeniu dziecka Krystyna zmarła na gorączkę połogową.
26 marca 1580 została pochowana w kościele św. Anny w Warszawie obok księżnej mazowieckiej Anny Radziwiłłówny (1476–1522), lecz jej nagrobek się nie zachował. Pogrzeb odbył się z wielką pompą, uczestniczyła w nim królowa Anna Jagiellonka i wielu wybitnych gości, bito w dzwony we wszystkich warszawskich kościołach. Jan Zamoyski ułożył dla żony następujące epitafium: „…Krystyna Radziwiłłówna żona Jana Zamoyskiego kanclerza Królestwa Polskiego, matrona najwyższej bogobojności…, w najzgodniejszym małżeństwie była lat dwa, miesięcy dwa, dni dwa, wydała mężowi córeczkę Elżbietę, zmarła w Warszawie ostatniego dnia lutego”.